# Auteur-Theorie
Die Auteur-Theorie (von französisch Auteur ‚Autor‘) ist eine Filmtheorie und die theoretische Grundlage für den Autorenfilm – insbesondere den französischen – in den 1950er Jahren, der sich vom „Produzenten-Kino“ abgrenzte. Auch heute noch wird die Definition des Auteur-Begriffs ständig weiterentwickelt. Im Zentrum des Films steht für die Auteur-Theorie der Regisseur oder Filmemacher als geistiger Urheber und zentraler Gestalter des Kunstwerks.

## Geschichte der Auteur-Theorie
Ende der 1940er Jahre wurde eine erste Auteur-Theorie von dem französischen Filmkritiker Alexandre Astruc formuliert, indem er die Frage nach dem geistigen Besitz eines Films aufwarf. Im traditionellen Schaffensprozess lassen sich die Anteile von Drehbuchautor, Kameramann und Filmregisseur am Gesamtwerk nur schwer zuordnen. Durch die Zuteilung der Teilaufgaben als Honorartätigkeit durch die Filmgesellschaften leide die Kreativität, so die These. Im Umkehrschluss fordert diese Theorie die Zusammenführung der Tätigkeiten zu einer kreativen Einheit. Er formulierte seinen Entwurf in dem Aufsatz „La caméra-stylo“. Die Kamera sollte wie ein Stift verwendet werden. Er war sich sicher, dass bedeutende Schriften in Zukunft nicht mehr als Text, sondern mit der „Kamera geschrieben“ würden.
Doch durchgesetzt haben sich solche und ähnliche Ideen der Auteur-Theorie erst in den 1950er Jahren. Deren gängiger Begriff als Wegbereiter für die heutige Auteur-Theorie lautete zunächst politique des auteurs (Autoren-Politik), was erst im Laufe der Zeit zur Theorie umgeformt wurde. Das Wort politique bzw. Politik stand hier also eher für Parteilichkeit, welche für filmwissenschaftliche Diskussionen eher hinderlich ist (siehe unten).
Die politique des auteurs wurde zu dieser Zeit von einer Gruppe von jungen Filmkritikern um André Bazin entwickelt, die für die Filmzeitschrift Cahiers du cinéma schrieben. Eine wesentliche Rolle spielte dabei François Truffaut: Im Januar 1954 veröffentlichte er seinen Aufsehen erregenden Aufsatz Eine gewisse Tendenz im französischen Film (Une certaine tendance du cinéma français), in dem er sich mit scharfer Polemik gegen den etablierten französischen „Qualitätsfilm“ wandte. Bei diesem trat der Regisseur gegenüber dem Drehbuchautor und dem Autor der literarischen Vorlage oft in den Hintergrund. Truffaut plädierte dagegen für einen Film, bei dem Form und Inhalt vollständig vom Regisseur selbst als dem eigentlichen „auteur“ des Films bestimmt werden. Er fand das bei traditionell als Autoren ihrer Filme betrachteten europäischen Regisseuren wie Luis Buñuel, Jean Renoir und Roberto Rossellini, außerdem aber auch und vor allem bei Regisseuren wie Alfred Hitchcock, Howard Hawks, Fritz Lang und Vincente Minnelli, die (zum großen Teil als Vertragsregisseure) im Studiosystem Hollywoods arbeiteten, deren Filme aber trotzdem einen persönlichen Stil aufweisen.
Das Konzept des Regisseurs als auteur seiner Filme wurde für die Filmkritik der Cahiers du cinéma bestimmend, und damit für die Regisseure der Nouvelle Vague, die daraus hervorgingen, neben Truffaut etwa Jean-Luc Godard, Jacques Rivette oder Claude Chabrol – Filmemacher, die sich zur Umsetzung ihrer künstlerischen Ziele einer jeweils ganz eigenen filmischen Form bedienten.
Roland Barthes hingegen misst in seinem Essay La mort de l'auteur (1968, Der Tod des Autors) dem Autor für die Literatur eine weitaus geringere Bedeutung bei, als es bisher der Fall war. Der „Auteur-Dieu“ („Autoren-Gott“) wird von Barthes durch den „écrivain“ (den Schriftsteller) ersetzt und folgt damit einer Kritik, die Julia Kristeva bereits 1967 in ihrem Aufsatz Bakhtine, le mot, le dialogue et le roman (Bachtin, das Wort, der Dialog und der Roman, 1972) aufbrachte.
Für den europäischen Film blieb die Auteur-Theorie aber noch bis in die 1970er prägend. Danach setzte auch hier eine Abkehr von der „verhängnisvollen Macht der Regisseure“ (Günter Rohrbach) ein. Wirtschaftlicher Druck zwang zur Rückkehr zu einer arbeitsteiligen Produktionsweise, wie sie für den Produzenten-Film charakteristisch ist. Damit einher ging notwendigerweise auch wieder die Einigung aller Beteiligten auf einen kleinsten gemeinsamen Nenner und somit auch häufig eine gewisse Banalisierung der Filminhalte, die umso stärker zu Tage tritt, je weniger der Produzent als Projektverantwortlicher in den eigentlichen schöpferischen Prozess eingebunden ist.
In der Filmwissenschaft wurden auch immer neue Autorschaften von Teammitgliedern entdeckt. In der Realität ist Film Teamarbeit und es ist dem Film nicht anzusehen, ob zum Beispiel die Idee für eine Einstellung nun vom Regisseur oder vom Kameramann stammt. Im Dogma-Film ist der Kameramann nicht weisungsgebunden. Die „Polnische Schule“ bindet den Kameramann bereits in den Prozess des Drehbuchschreibens ein. Unerfahrene Regisseure sind meist sehr auf die Kreativität des Kameramanns oder der Kamerafrau und anderer Teammitglieder angewiesen.
Durch das Aufkommen digitaler Aufnahmetechniken wie Digital Video seit Ende der 1990er Jahre sehen viele Filmemacher, wie etwa Wim Wenders, wieder günstigere Bedingungen für individuelle, subjektive Produktionen gegeben.

## Kritik und Diskussion
Die von François Truffaut und Jean-Luc Godard proklamierte „politique des auteurs“ (Autorenpolitik) der fünfziger Jahre war ursprünglich ein Versuch, bestimmte Regisseure wie Alfred Hitchcock als Künstler anzuerkennen, die ihre völlig eigene Bildsprache entwickelten oder, wie Truffaut selber, sämtliche Aspekte ihrer Filme selbst bestimmten. Ein Autorenfilmer ist demnach ein Regisseur, der einen Film – möglichst ohne Kompromisse – so gestaltet, wie er ihn selbst haben möchte.
Die „politique des auteurs“ geriet schnell in die Kritik. Kritiker wie Andrew Sarris und Peter Wollen wiesen auf ein empirisches Problem hin: Niemand kann beweisen, wie viel Einfluss der Regisseur wirklich auf seine Filme hatte bzw. welchen Einfluss Form und Inhalt wirklich auf das haben, was wir als Autorschaft wahrnehmen.
Als Beispiel hierfür gilt der Vorspann von Vertigo – Aus dem Reich der Toten (1958), den Alfred Hitchcock nicht selbst angefertigt hat, oder die Tatsache, dass viele seiner Filme auf einer Buchvorlage fremder Autoren basieren und selbst die Drehbücher selten von ihm selbst stammten. Gerade Hitchcock aber ist eine zentrale Figur in der „politique des auteurs“.
Wie der Name „politique des auteurs“ sagt, handelte es sich um eine Politik, einen gezielten polemischen Eingriff. Der Village-Voice-Kritiker Andrew Sarris übersetzte „politique des auteurs“ jedoch 1962 mit „auteur theory“, wobei unklar blieb, in welchem Sinne es sich hier tatsächlich um eine Theorie handelt. Sarris popularisierte diese „Theorie“ im englischen Sprachraum und benutzte sie vor allem, um die absolute Überlegenheit des Hollywood-Kinos darzulegen, war er doch davon überzeugt, es sei „the only cinema in the world worth exploring in depth beneath the frosting of a few great directors at the top“. Nun war die Frage: Wo ist die Grenze? Wen oder vielmehr was nehmen wir als Autor wahr? Sarris unterteilte die Regisseure in verschiedene Kategorien, in die Spitze setzte er ein Pantheon der seiner Ansicht nach 14 besten Regisseure, die bisher in den USA gearbeitet hatten. Als Gegenspielerin von Sarris etablierte sich in den USA mit ihrem Essay Circles and Squares vor allem Pauline Kael. Sie kritisierte an der Auteur-Theorie, dass sie vor allem retrospektiv funktioniere und verschiedene Regisseure auf dogmatische Weise gegeneinander aufwäge. Kael wollte Filme eher als Einzelwerk und weniger im Gesamtwerk eines Regisseurs sehen.
Soziologisch gesehen war die Autorentheorie eine Distinktionsstrategie junger Kritiker, die auf sich aufmerksam machen wollten. Godard hat dies später offen zugegeben: „Wir sagten von Preminger und den anderen Regisseuren, die für Studios arbeiteten, wie man heute fürs Fernsehen arbeitet: ‚Sie sind Lohnempfänger, aber gleichzeitig mehr als das, denn sie haben Talent, einige sogar Genie …‘, aber das war total falsch. Wir haben das gesagt, weil wir es glaubten, aber in Wirklichkeit steckt dahinter, dass wir auf uns aufmerksam machen wollten, weil niemand auf uns hörte. Die Türen waren zu. Deshalb mussten wir sagen: Hitchcock ist ein größeres Genie als Chateaubriand.“
In den siebziger Jahren folgte dann die stärkste Kritik an der „politique des auteurs“. Roland Barthes proklamierte bereits 1968 vor einem poststrukturalistischen Hintergrund den „Tod des Autors“. Der Autor wurde nun aufgrund des empirischen Dilemmas der Beweisbarkeit von Autorschaften als Image-Figur erkannt, die sich aus ihrer Umwelt formt und in die Werke einschreibt. Auch von feministischer Seite wurde die „politique des auteurs“ scharf angegriffen, diene sie doch dazu, den kollektiven Charakter des Filmemachens zu verdecken und in der Tradition patriarchaler Heldenverehrung Männer zu Superstars zu stilisieren. Claire Johnston verteidigte den Ansatz insofern, als dieser einer zu monolithischen Sicht des Hollywood-Kinos entgegenwirke.
In den neunziger Jahren schließlich ging die Tendenz zu der Annahme, dass Autorschaften zum Großteil (z. T. kommerziell) konstruiert sind. Timothy Corrigan nennt dies den „commercial auteur“. Es wird damit gerechnet, dass das Publikum den Film eines als Autor bekannten Regisseurs als z. B. „Der neue Woody Allen!“ wahrnimmt, ohne wirklich zu wissen, wie viel Einfluss Woody Allen tatsächlich auf den Film hatte.
Dana Polan verfolgte einen weiteren interessanten Ansatz: Er sieht den „auteurist“ als Hauptverantwortlichen für konstruierte Autorenbilder. Das sind Kritiker, die den Autor als höchste Instanz suchen und damit – wie François Truffaut – auf einen Filmemacher als Künstler hinweisen wollen und nebenbei ihre eigene Erkenntniskraft zelebrieren. Der Begriff dafür lautet „Auteur Desire“. Dieser Ansatz zeigt noch einmal den größten Vorwurf gegenüber der „politique des auteurs“ auf. Trotzdem ist die Nennung eines Regisseurs parallel zu – beispielsweise – einem Buchautor als Schöpfergeist auch unter reflektierenden Filmkritikern und -wissenschaftlern weiterhin außerordentlich beliebt. Steckt also doch mehr dahinter?
Ein neuerer Ansatz, die kontextorientierte Werkanalyse von Jan Distelmeyer, versucht diese Frage zu klären. Als Grundlage dienen Publikums- und Kritikerrezeption auf der einen Seite und die Konstruktion des Autors aus Biografie, Filmindustrie und kulturellem Umfeld auf der anderen Seite. Diese zweiseitige Annäherung erkennt das empirische Dilemma der Definition von „auteur“ an und maßt sich auch keine Bestimmung dessen an, was jetzt eigentlich das Werk von Autor XYZ ist. Viele andere Filmtheoretiker verfolgen heutzutage ähnliche Konzepte. Doch auch eine solch freie Handhabung kann das Problem nicht vollständig lösen, da die wichtigsten Elemente variabel sind und sich so einer eindeutigen Aussage verschließen.
Der Schwerpunkt kritischer Tendenzen liegt also zum Großteil in der Empirie. Einen Filmemacher als „auteur“ anzuerkennen fordert uneingeschränktes Vertrauen in seine Aussagen, wie viel Einfluss er auf seine eigenen Filme hatte. Da dies in Zeiten einer sehr starken Vermarktung aller möglichen mehr oder weniger (un)abhängigen Regisseure seitens von Filmindustrie und Verleih ein fast aussichtsloses Unterfangen ist, ist ein Restzweifel und das stete Hinterfragen der „auteur“-Definition angebracht (weitere Quellenangaben zu diesem Abschnitt Kritik und Diskussion im Literaturverzeichnis).

## Wichtige Auteur-Theoretiker
- André Bazin
- Andrew Sarris
- Claude Chabrol
- Dana Polan
- Éric Rohmer
- François Truffaut
- Jan Distelmeyer
- Jean-Luc Godard
- Peter Wollen
- Roland Barthes
- Timothy Corrigan